# Xã White Rock, Quận Ogle, Illinois
Xã White Rock (tiếng Anh: White Rock Township) là một xã thuộc quận Ogle, tiểu bang Illinois, Hoa Kỳ. Năm 2010, dân số của xã này là 738 người.